# Trockener Biss
Trockener Biss bezeichnet einen Biss eines giftigen Tieres, oft bezogen auf eine Giftschlange oder Spinne, bei dem dem Bissopfer kein Gift injiziert wird.

## Trockene Bisse bei Giftschlangen
Im Schnitt ist jeder zweite Giftschlangenbiss ein trockener Biss, wobei die Häufigkeit von Art zu Art variiert. Trockene Bisse lassen sich unter Umständen nicht unmittelbar als solche erkennen. Erst wenn sich nach einer halben Stunde kein Ödem gebildet hat, lässt sich ein Biss als trocken zuordnen. Trockene Bisse dienen meist dazu, den Angreifer abzuschrecken, dabei aber Gift zu sparen, damit es für Beutetiere verwendet werden kann.
Vom trockenen Biss zu unterscheiden ist der Biss ungiftiger Schlangen, zum Beispiel von Zornnattern, der zwar denselben Zweck verfolgt (den Angreifer zu vertreiben), aber naturgemäß kein Gift enthalten kann. Als sicherstes Erkennungszeichen für Bisse ungiftiger Arten gilt das sogenannte Bissmal: Ungiftige Arten hinterlassen einen halbkreisförmigen Abdruck ihres Gebisses, Giftschlangen nur ein oder zwei Einstichpunkte der Giftzähne.